# BDO International
BDO je celosvětová síť poradenských společností poskytujících služby v oblasti auditu, daní a poradenství. BDO je celosvětově pátou největší auditorskou společností.
K 30. září 2015 působilo BDO ve více než 167 zemích a zaměstnávalo přes 88 000 odborníků.
Celosvětový obrat za rok 2019 přes 9,6 miliardy USD, což zařadilo BDO na celosvětově páté místo mezi auditorskými společnostmi a poradenskými společnostmi.

## Historie a název
Předchůdci současné BDO působili na trzích ve Velké Británii, Nizozemí, Německu, Spojených státech a Kanadě a v roce 1963 spojili síly aby mohli sdílet a rozvíjet své know-how pod názvem Binder Seidman International Group. Roku 1973 změnili jméno na Binder Dijker Otte & Co., tedy BDO.
Název BDO je zkratkou příjmení třech hlavních zakladatelů společností, které se později sloučily do BDO:
- B jako Binder
- D jako Dijker
- O jako Heins-Heinrich Otte, který od roku 1952 pracoval pro Deutsche Warentreuhand AG a byl u sloučení firmy do Binder Seidman International Group roku 1963 [2]

## Působení v České republice
Pobočka BDO byla v České republice založena v roce 1991. Vznik české pobočky se datuje s počátky privatizace v České republice, kdy byla BDO u zrodu investiční společnosti České spořitelny, které pomáhala zavádět účetnictví a řešit s předstihem problémy s vytvářením metodiky a konečných předpisů. Převzetím auditu této společnosti začíná historie české pobočky BDO, která je sice spjata s mateřskou BDO International, avšak je samostatným subjektem podnikajícím v České republice.
Celkový počet klientů v České republice přesahuje 1 000 společností a státních organizací.[zdroj⁠?!]